# María Sumire

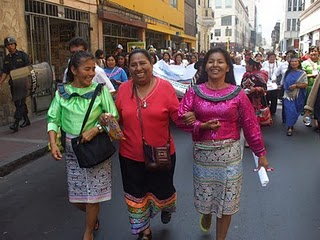
María Sumire en una marcha indígena en Lima

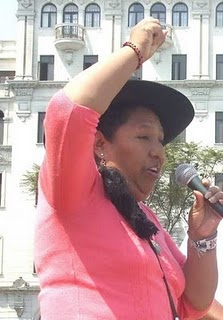
María Sumire frente al Palacio Legislativo del Perú

María Cleofé Sumire López de Conde (Sicuani, 9 de abril de 1951) es una lideresa quechua, y una abogada y política peruana. Fue congresista de la república durante el periodo 2006-2011, donde se caracterizó por ser autora de la Ley de Lenguas aprobada en 2011, la primera ley para la defensa de derechos lingüísticos en la historia del Perú.

## Biografía
María Sumire es hija de Eduardo Sumire, fundador y Primer Secretario General de la Federación Departamental de Campesinos del Cusco, y se crio en la comunidad de Collachapi, distrito de Layo, provincia de Canas, Cusco).
Como abogada, apoyó a la Federación Departamental de Campesinos del Cusco en sus luchas por tierra y a organizaciones de mujeres. Es miembro de la iglesia evangélica metodista del Perú, líder de la Asociación de Mujeres Andinas (AMA) y fue una de las mil candidatas para el Premio Nobel de la Paz en 2005.
Por su gran trayectoria como líder y congresista en defensa de los derechos y de los idiomas nativos en el Perú fue reconocida como Personalidad Meritoria por su aporte a la cultura por el ministerio de Cultura del Perú.

## Vida Política
Fue elegida al Congreso de la República del Perú en 2006 como candidata de la Unión por el Perú. El 25 de julio de 2006 María Sumire fue la primera congresista en la historia del Perú que, junto a Hilaria Supa Huamán, juró en idioma originario, quechua cuzqueño, por lo cual fue criticada e insultada por parte de la congresista fujimorista y expresidenta del Congreso Martha Hildebrandt.
María Sumire fue autora del Proyecto de Ley 806, Ley para la preservación y uso de las lenguas originarias del Perú, por lo cual hubo debates furiosos con Martha Hildebrandt y otros. Esta ley fue aprobada como Ley N.º 29735, Ley que regula el uso, preservación, desarrollo, recuperación, fomento y difusión de las lenguas originarias del Perú en forma de insistencia el 26 de junio de 2011 y publicada en el diario oficial El Peruano el 5 de julio de 2011. En su naturaleza de defensa de derechos lingüísticos es la primera y única tanta ley en la historia del Perú republicano. Ahora esta Ley de Lenguas ha sido la base para la creación de la Dirección de Lenguas Indígenas del Viceministerio de Interculturalidad del Perú en el Ministerio de Cultura, la edición del mapa etnolingüístico de la Educación Intercultural Bilingüe por el Ministerio de Educación (MINEDU), la proyectada creación del Instituto de Lenguas Indígenas y la capacitación de intérpretes en lenguas indígenas u originarias para el gobierno peruano.
Cuando su mandato terminó en 2011, al contrario de Hilaria Supa no presentó candidatura para el Parlamento Andino.

## Publicaciones
- María Sumire de Conde (ed.): Ayllukunamanta imaymana willakuykuna - Mitos y cuentos de pueblos originarios. Fondo Editorial del Congreso del Perú. Lima, 2011, 398 pp. ISBN 9786124075261.